# Gaia (mythologie)
Gaia (Oudgrieks: Γαῖα, Γαῖη of Γῆ) of Gaea (gelatiniseerd) is een figuur uit de Griekse mythologie. Zij is de oermoeder, de Aarde, die ontstond uit de Chaos aan het begin van de dingen. De Chaos bevatte alle basisbestanddelen, de vier elementen aarde, water, lucht en vuur. Daaruit ontstond onder andere Gaia.

## Uiterlijke kenmerken
Gaia, de godin van de natuur en de aarde, werd afgebeeld als een vrouw, vaak oprijzend uit de grond, altijd eraan verbonden. De Aarde zelf werd in de Griekse mythologie gezien als een platte schijf (platte Aarde), omringd door de rivier Okeanos (de oceaan), de hemelkoepel van Ouranos ondersteunend.

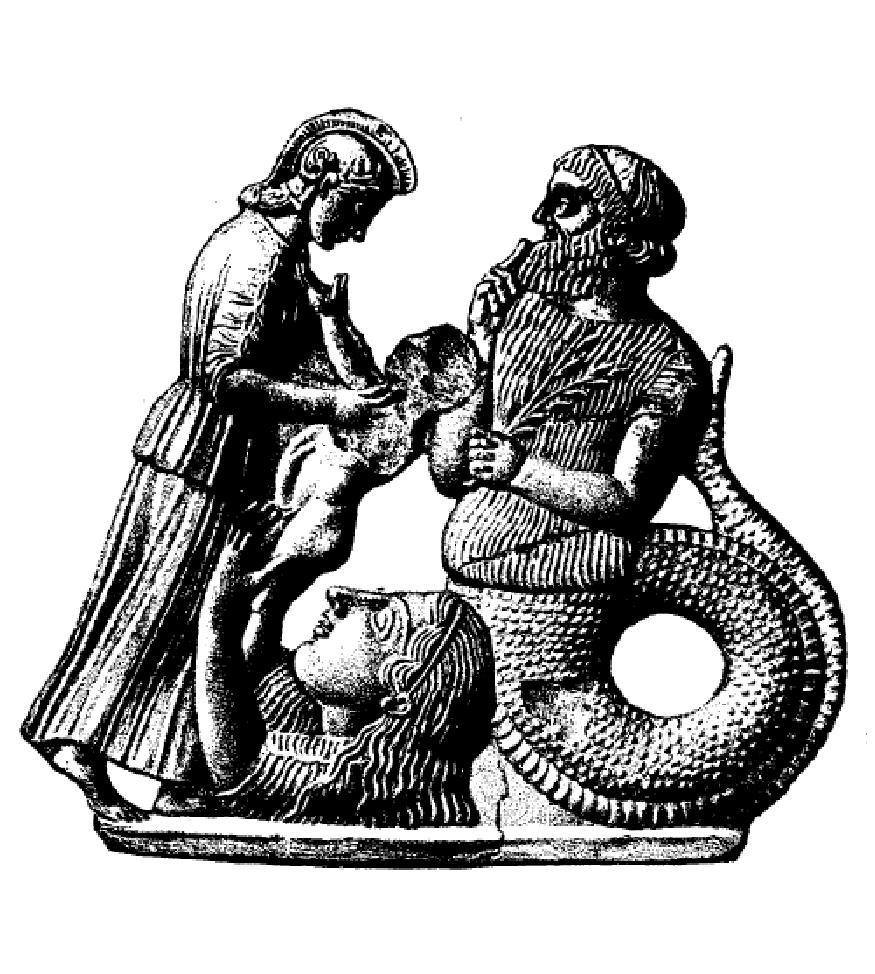
Kleireliëf uit ca 460 v.C. Gaia geeft Erichthonios aan Pallas Athena.

## Nakomelingen
Volgens de Griekse sagen en mythen bracht Eros Gaia ertoe zich te verbinden met het water en de lucht, en zo bracht zij de zee (Pontos) en de hemel (Ouranos) voort. Ook kwamen de Titanen, de drie eenogige Cyclopen en de drie honderdarmige reuzen uit oermoeder Aarde voort. Deze laatsten heetten Briareos, Gyes en Kottos en hadden elk ook vijftig hoofden. Zij werden ook de Hekatoncheiren genoemd. De Titanen en de Cyclopen zijn verwekt door Ouranos.
|        |        |        |        |        |        |  |  |         |         |         |         |         |         |  |  |         |         |         |         |         |         |  |  | Gaia     |          |          |          |          |          |  |  |          |          |          |          |          |          |  |  |      |      |      |      |      |      |  |  |        |        |        |        |        |        |
|        |        |        |        |        |        |  |  |         |         |         |         |         |         |  |  |         |         |         |         |         |         |  |  |          |          |          |          |          |          |  |  |          |          |          |          |          |          |  |  |      |      |      |      |      |      |  |  |        |        |        |        |        |        |
|        |        |        |        |        |        |  |  |         |         |         |         |         |         |  |  |         |         |         |         |         |         |  |  |          |          |          |          |          |          |  |  |          |          |          |          |          |          |  |  |      |      |      |      |      |      |  |  |        |        |        |        |        |        |
| Pontos | Pontos | Pontos | Pontos | Pontos | Pontos |  |  | Ouranos | Ouranos | Ouranos | Ouranos | Ouranos | Ouranos |  |  | Titanen | Titanen | Titanen | Titanen | Titanen | Titanen |  |  | Cyclopen | Cyclopen | Cyclopen | Cyclopen | Cyclopen | Cyclopen |  |  | Briareos | Briareos | Briareos | Briareos | Briareos | Briareos |  |  | Gyes | Gyes | Gyes | Gyes | Gyes | Gyes |  |  | Kottos | Kottos | Kottos | Kottos | Kottos | Kottos |

Zoals in de stamboom te zien is, is Gaia de moeder van sommige soorten. De titanen en de cyclopen. Er is tevens een ander soort waar men niet zeker van weet of het van haar afstamt. Het gaat hier namelijk over de giganten.
Er is ook nog een andere theorie, daarin ontstaan Gaia uit de elementen aarde en water en Ouranos uit de elementen vuur (de sterren) en lucht. Gaia en Ouranos brachten de Hekatoncheiren en de Cyclopen voort. Alleen vond Ouranos zijn kinderen lelijk en hij gooide ze in de Tartaros (een gat in de aarde). Uit Ouranos en Gaia ontstonden later ook de Titanen. 
Gaia's moederliefde speelt in de verhalen een grote rol. Toen Ouranos zich bedreigd voelde door de gigantische Cyclopen en hen opsloot in de afgrond Tartaros, probeerde zij haar kinderen tegen hem te beschermen. Zij vroeg de Titanen haar te helpen, maar alleen de jongste, Kronos, gaf aan haar oproep gehoor. Gaia liet in haar aardse schoot het ijzer ontstaan, maakte een scherpe zeis en gaf deze als wapen aan Kronos. Daarmee verminkte hij zijn vader Ouranos en nam hij de heerschappij van hem over. Hierdoor kwamen misdaad en geweld in de wereld.
Deze daad van geweld had nog meer gevolgen, want uit de bloeddruppels die in de aarde vielen ontsproten de Giganten, een reuzengeslacht, en de Erinyen, de afschuwelijke wraakgodinnen. Bovendien werd er een orakel over Kronos uitgesproken dat een van zijn eigen zonen hem eveneens van zijn troon zou stoten. Zijn zoon Zeus zou het orakel inderdaad uitvoeren.
Gaia speelde later nog een belangrijke rol in de tweede grote oorlog om de hemelheerschappij, tussen Zeus en zijn tegenstanders, de monsterlijke Giganten. Zij kon niet aanzien dat haar kinderen in Tartarus werden gekweld en riep hen op de strijd met Zeus aan te binden. Dit deden zij, maar zonder succes. Zeus was na deze oorlog voorgoed de grote hemelheerser geworden.

## In andere religies
Het idee van een natuurgodin is veel ouder dan de Griekse beschaving. Het is echter niet bekend hoe oudere volken haar genoemd hebben. Archeologen hebben zogenaamde venusbeeldjes gevonden uit de steentijd. Ook nu nog wordt ze door paganistische religies vereerd, hetzij als godin, hetzij als natuurkracht.